# 李孚 (三国)
李孚，字子憲，本姓馮，冀州巨鹿人，東漢末年人物。袁尚部下，冀州主簿。

## 生平

### 袁家時期
建安九年（204年），袁尚回救鄴城，令李孚通知審配裏應外合。李孚首先預備道具，大搖大擺傍晚到鄴城附近。自稱都督，到處呵責守圍將士，依據輕重處罰。到城門下怒責守衛，收押綑綁，成功解除城下之圍。後通知城上人，以繩帶入李孚，李孚通知審配與袁尚夾攻時間。李孚知道城外圍城緊迫，不能隨便出城，建議審配悉出城中老弱，一來減少糧食消費，二來李孚可以混雜其中乘機逃出，結果雖然夾擊成功，但袁尚仍然戰敗逃走。李孚投奔袁谭。建安十年（205年），袁譚被斬，李孚向曹操自薦安撫南皮民眾。

### 曹魏時期
李孚后来迁司隶校尉，时年七十多岁，於阳平太守任上去世。

## 後代
見《晉書·馮紞傳》
- 子馮員，汲郡太守[1]
  - 馮恢，馮紞兄
  - 馮紞
    - 馮播，晉大長秋
    - 馮熊字文羆，中書郎。

## 評價
- 《魏略》：其於精斷無衰，而術略不損於故。